# Линия передачи

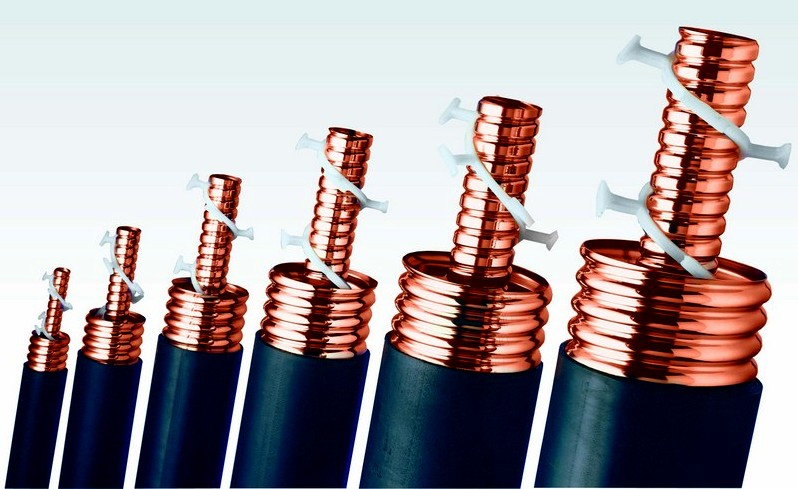
Коаксиальные кабели

Ли́ния переда́чи (длинная линия) — два или несколько параллельных проводников, которые предназначены для направленной передачи по ним электромагнитной энергии или электрических сигналов от одного объекта к другому. 
Также под линией передачи могут понимать любую систему, позволяющую передавать энергию постоянного или переменного токов, например волновод, квазиоптическая и оптическая линия передачи.. 
Поперечные размеры таких линий малы по сравнению с продольными, а часто и с длиной волны передаваемых колебаний: из-за этого появился термин «длинные линии».
В электротехнике, технике связи линии передачи выполняют в виде проводов, подвешиваемых на опорах, либо в виде кабелей. В технике сверхвысоких частот и оптике используют два вида линий передачи: открытые и закрытые. Закрытые линии имеют экраны вокруг проводников, а также выполняются в виде коаксиальных линий, металлических волноводов, световодов и других конструкций.

## Применение
Впервые линии передачи появились в 30-х XIX века в телеграфии, к концу века их стали применять для передачи энергии переменного тока.
Термин линия передачи употребляется в радиочастотной технике, использующей электромагнитные колебания таких частот, для которых должен учитываться их волновой характер (например, в технике сверхвысоких частот). Если говорят целиком о физическом канале передачи сигнала от источника до потребителя, включающем, например, передающее антенно-фидерное устройство, среду распространения и приемное антенно-фидерное устройство, то говорят о линии связи (например, радиорелейной линии связи). Линия передачи может предназначаться для передачи радиочастотного сигнала или радиочастотной энергии; также говорят о линии передачи данных, если передаваемый сигнал не содержит несущего колебания.

## Виды линий передач
Конструктивно линии передачи подразделяются:
- по способности изгибаться: гибкие, жесткие и полужесткие;
- по наличию внешнего экрана: открытые и закрытые (волноводы);
- по зависимости поперечного сечения от продольной координаты: регулярные, нерегулярные, периодические, диафрагменные и ребристые;
- по зависимости электрофизических параметров заполнения от продольной координаты: однородные и неоднородные;
- по порядку связности[6]: односвязные, двусвязные, трехсвязные, многосвязные, нулевой связности.

ГОСТ 18238-72 предусматривает следующие виды линий передач:
- Диэлектрическая (по форме сечения круглая, прямоугольная и др.)
- Однопроводная (по форме сечения проводника круглая, ленточная и др., см. линия Губо)
- Двухпроводная (симметричная и несимметричная, с одинаковой и разной формой сечения проводников, по форме сечения проводников круглая, ленточная)
- Трехпроводная
- Волновод односвязный (круглый, прямоугольный, П-образный, H-образный)
- Коаксиальный волновод (круглый, прямоугольный)
- Кругло-двухпроводный волновод, прямоугольно-двухпроводный волновод

К перечисленным также относятся разновидности линий передач:
- Полосковая линия (симметричная, несимметричная)
- Микрополосковая линия
- Копланарная линия
- Щелевая линия
- SIW-волновод (волновод, интегрированный в подложку печатной платы)

и др.